# Pleurothallis immersa
Pleurothallis immersa es una especie de orquídea de la tribu Epidendreae que pertenece a la familia Orchidaceae.

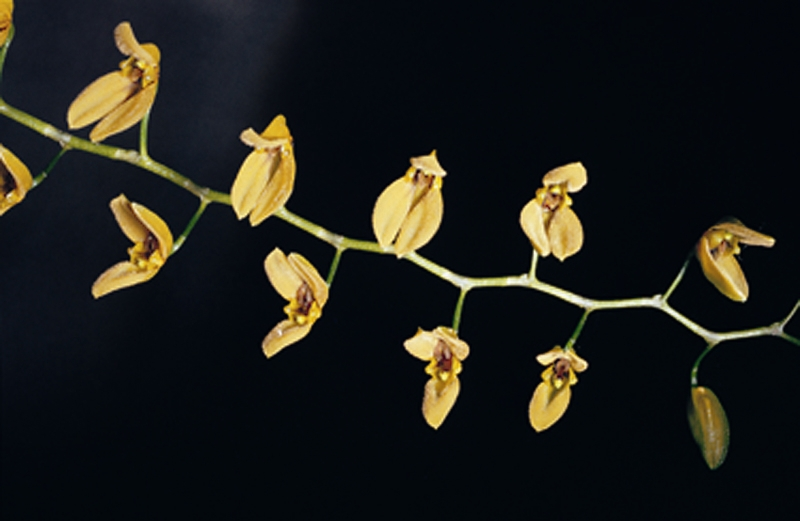
Flores

## Distribución y hábitat
Encontrado en México, Guatemala, Honduras, Colombia, Venezuela y Ecuador a una altitud de 800 a 1800 m s. n. m.

## Descripción
Esta planta diminuta con flores de 6 mm a 1.2 cm que se desarrolla con temperaturas frías y cada vez más cálidas, es epifita y tiene tallos robustos, basales envueltos en dos vainas marrones, apicales, coriáceas, oblongo-lanceoladas, obtusa y con la base peciolada, con  brillantes hojas de color verde que puede florecer varias veces al año, pero la mayoría de las veces en el verano en una inflorescencia apical, recia y seca de 16 cm a 40 cm de largo.

## Taxonomía
Pleurothallis immersa fue descrita por Linden & Rchb.f. y publicado en Bonplandia 3(15–16): 224. 1855.
Etimología
Pleurothallis: nombre genérico que deriva de la palabra griega  'pleurothallos', que significa "ramas parecidas a costillas". Esto se refiere a la similitud de las costillas de los tallos de muchas de sus especies.
immersa: epíteto latino
Sinonimia
- Humboldtia immersa (Linden & Rchb. F.) Kuntze 1891;
- Humboldtia krameriana (Rchb.f.) Kuntze 1891;
- Humboltia immersa (Linden & Rchb. F.) Kuntze 1891;
- Pleurothallis calerae Schltr. 1923;
- Pleurothallis krameriana Rchb.f. 1923;
- Pleurothallis lasiosepala Schlechter 1912;
- Pleurothallis calerae Schlechter 1923;
- Specklinia calderae (Luer) Luer 2004;
- Specklinia immersa (Linden & Rchb.f.) Luer 2004;
- Stelis immersa (Linden & Rchb.f.) Pridgeon & MWChase 2001 1865;.[2][3][4]